# Australothyris smithi
Australothyris smithi è un rettile estinto, vissuto nel Permiano medio (circa 260 milioni di anni fa). I suoi resti sono stati ritrovati in Sudafrica.

## Significato dei fossili
Conosciuto per uno scheletro parziale, questo animale doveva essere simile a una grossa lucertola. La scoperta di Australothyris è importante per capire l'evoluzione e la distribuzione geografica dei pararettili (Parareptilia), un grande gruppo di rettili anapsidi. Australothyris è il più recente esempio di un clade di pararettili diffusi nell'antico supercontinente di Gondwana, che includeva i mesosauri e i millerosauri. È probabile che i pararettili si siano diversificati dapprima nel Gondwana, per poi diffondersi nel supercontinente settentrionale, Laurasia. Questo scenario è piuttosto curioso, dal momento che i bolosauridi, ovvero i più antichi pararettili del Laurasia, antecedono i mesosauri e gli altri pararettili del Gondwana di almeno 15 milioni di anni.